# Сорокін Костянтин Леонтійович
Костянтин Леонтійович Сорокін (3 червня 1901, село Ніколаєвка Саратовської губернії, тепер Калінінського району Саратовської області, Російська Федерація — 4 травня 1989, місто Самара, Російська Федерація) — радянський військовий діяч, генерал-лейтенант (1945). Член Військової ради Прикарпатського військового округу. Кандидат у члени ЦК КП(б)У в 1949—1952 роках.

## Біографія
Народився в селянській родині. У Червоній армії — з 1920 р. Учасник громадянської війни в Росії на Тамбовщині і на Україні.
Член РКП(б) з 1920 року.
У 1924 році закінчив військово-політичну школу. У 1924—1933 роках — політичний керівник ескадрону, роти, військовий комісар роти, старший інструктор політичного відділу дивізії.
У 1937 році закінчив Військово-політичну академію імені Леніна.
У 1937—1940 роках служив в Політичному управління Забайкальського військового округу, був 1-м заступником начальника Політуправління. З червня 1940 р. — начальник відділу політичної пропаганди 16-ї армії.
Під час німецько-радянської війни з липня 1941 року — у складі 16-ї армії Західного фронту. У жовтні 1941 року — військовий комісар 1-го гвардійського стрілецького корпусу, потім член Військової ради 26-ї армії. З листопада 1941 року — член Військової ради 50-ї армії. З листопада 1942 року — начальник політуправління Закавказького фронту, брав участь у боях за Північний Кавказу. З липня 1944 по вересень 1945 року — член Військової ради Забайкальського фронту. Учасник війни з Японією.
Після війни продовжував службу на військово-політичних посадах в Радянській армії. Був начальником Політичного управління Приморського військового округу.
У лютому 1948 — червні 1949 року — начальник Політичного управління Прикарпатського військового округу.
У липні 1949 — липні 1950 року — член Військової ради Прикарпатського військового округу.
У липні 1950 — травні 1956 року — член Військової ради Приволзького військового округу.
З 1956 року — у відставці. Працював директором Куйбишевського краєзнавчого музею. Автор мемуарів. Похований у Куйбишеві (Самарі).

## Звання
- бригадний комісар (.06.1941)
- генерал-майор (6.12.1942)
- генерал-лейтенант (8.09.1945)

## Нагороди
- орден Леніна
- три ордени Червоного Прапора
- два ордени Вітчизняної війни 1-го ступеня (22.02.1943, 6.04.1985)
- орден Суворова 2-го ступеня (8.09.1945)
- орден Червоної Зірки
- медалі
- медаль «XX років РСЧА»
- нагороди Монгольської Народної Республіки
- почесний громадянин міста Щокино (20.12.1976)
- почесний громадянин міста Тули
- почесний громадянин міста Калуги (1967)